# Hoon (Derbyshire)
Pour les articles homonymes, voir Hoon.
Hoon est une paroisse civile du Derbyshire, en Angleterre.